# Edinburgh Business School
Die Edinburgh Business School (EBS) ist die betriebswirtschaftliche Graduate School der Heriot-Watt University (HWU) in Edinburgh, Schottland. Die Universität ist nach dem Dampfmaschinenpionier James Watt und dem Kaufmann George Heriot benannt und wurde 1821 als eine Technikerschule gegründet. Gründer der 1997 etablierten Business School ist Professor Keith G. Lumsden, der vormals lange Jahre an der Graduate School of Business der US-amerikanischen Stanford University forschte und lehrte.
Angeboten werden MBA-Programme in Vollzeit-, Teilzeit- und Fernstudienform. Mit über 9.000 Studenten aus über 120 Ländern ist die EBS eine der größten Business Schools. Neben dem klassischen MBA-Programm wird auch ein weiterführendes DBA-Programm (Doctor of Business Administration) angeboten, in dem 2004 rund 120 Studenten eingeschrieben waren.
Die Heriot-Watt University ist akkreditiert durch die britische Royal Charter (1966) und vom Department of Education, dem Bildungsministerium der USA, anerkannt. 
Im Jahre 2010 erreichte der MBA-Fernstudiengang der Edinburgh Business School im weltweiten Ranking der Financial Times den ersten Platz in der Kategorie "Online MBAs".